# Saint-Seine-l'Abbaye
 Saint-Seine-l'Abbaye  là một xã ở tỉnh Côte-d'Or trong vùng Bourgogne, phía đông nước Pháp. Khu vực này có độ cao trung bình 429 mét trên mực nước biển.